# Chondrit

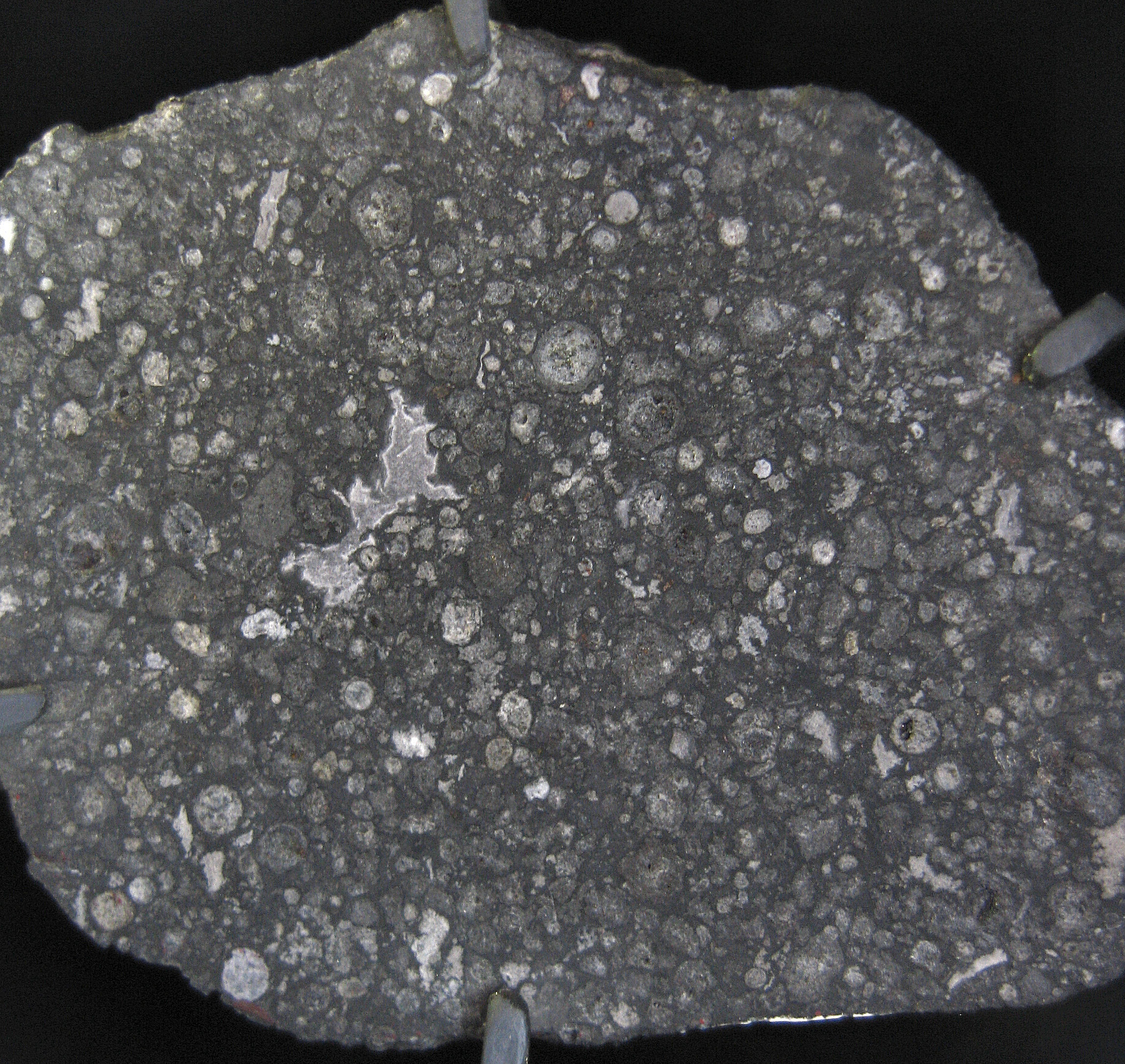
Allende (Meteorit)

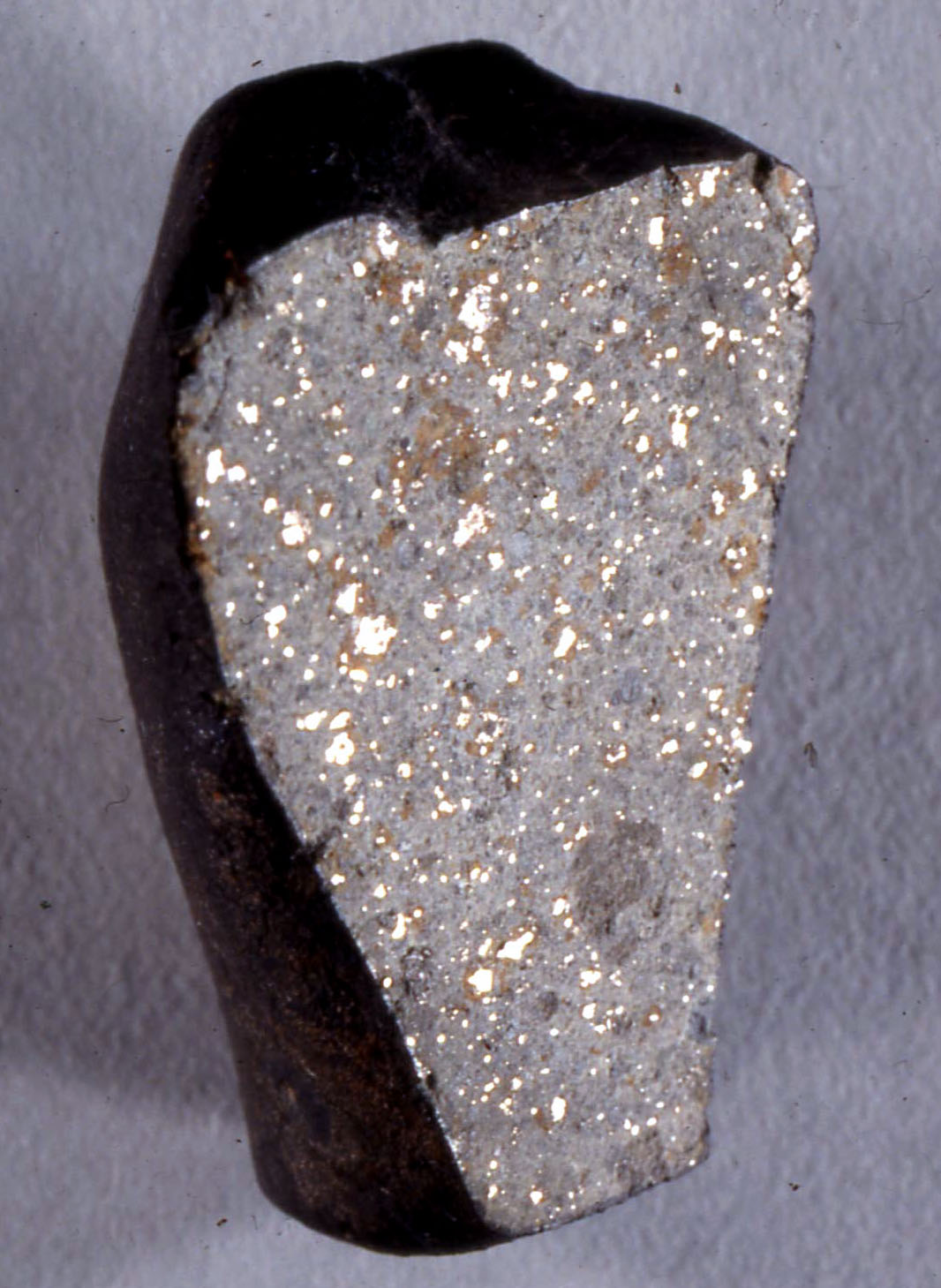
L6-Chondrit Holbrook, Höhe 5 cm, Schnittfläche, die hellen Körner sind Metall

Chondrite bilden mit einem Anteil von etwa 86 Prozent die größte Klasse der Meteoriten. Ihr Name rührt von eingeschlossenen kleinen Silikatkügelchen her, den Chondren, die in eine feinkörnige Grundmasse eingebettet sind. Die mineralogische Zusammensetzung der Chondrite wird von den Mineralen Olivin, Pyroxen und Plagioklas dominiert. Sie enthalten aber auch (mit wenigen Ausnahmen bei den kohligen Chondriten) stets metallisches Nickeleisen (siehe Bild Chondrit Holbrook) und Eisensulfid (Troilit).
Chondrite können als kosmische Sedimentgesteine aufgefasst werden. Oft werden sie auch undifferenzierte Meteoriten genannt, da ihre chemische Zusammensetzung, mit Ausnahme gasförmiger und leichtflüchtiger Elemente wie Natrium und Kalium oder der Edelgase, der Zusammensetzung der Photosphäre der Sonne, und damit der des ursprünglichen solaren Nebels, entspricht. Altersbestimmungen durch Messungen radioaktiver Isotope haben ergeben, dass Chondrite bereits in der Frühzeit des Sonnensystems vor 4,5 Milliarden Jahren entstanden sind.

## Geschichte
Der Chondritenfall von Lucé in Frankreich 1768 wurde durch den französischen Chemiker Antoine Laurent de Lavoisier untersucht. Damals wurde allerdings die Existenz von Meteoriten nicht allgemein anerkannt, und Lavoisier erklärte den Stein für eine Art Eisenkies. Die auffälligen Chondren, die in Steinen von den verschiedensten Fundplätzen beobachtet wurden, führten jedoch schließlich dazu, ihre außerirdische Herkunft anzuerkennen.
Am 13. Oktober 1819 fiel bei dichtem Nebel auf einem Acker zwischen Pohlitz (Bad Köstritz) und Langenberg (Gera) im Gebiet des heutigen Chemiewerks Bad Köstritz ein rund drei Kilogramm schwerer Steinmeteorit vom Typ Chondrit L5 vom Himmel. Der Meteorit wurde unter dem offiziellen Namen „Pohlitz“ registriert. Das Ereignis interessierte auch Johann Wolfgang von Goethe und
er erhielt drei kleine Stücke vom Pohlitzer Meteoriten für seine Sammlung in Weimar.
Weitere Teilstücke sind mittlerweile in Sammlungen der ganzen Welt verteilt.
Der berühmte französische Chemiker Louis Pasteur untersuchte im Jahr 1864 ebenfalls einen Meteoriten, der den kohligen Chondriten zugeordnet wurde.

## Klassifikation

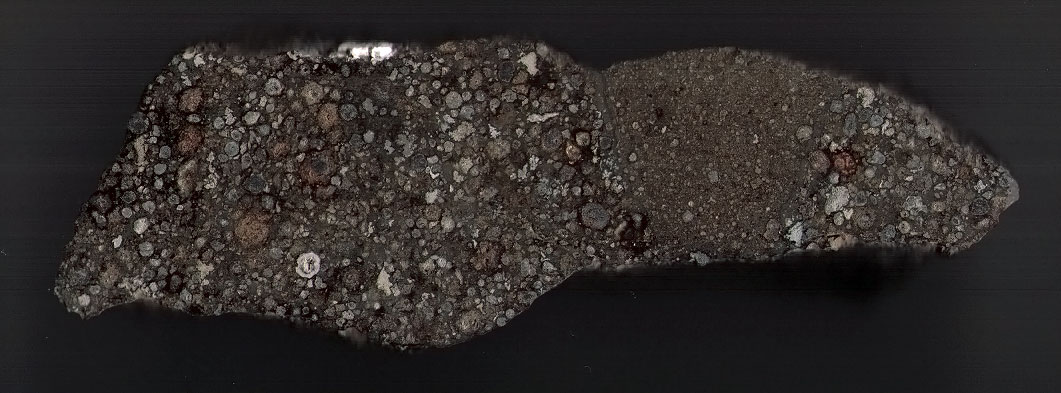
NWA 3118, kohliger Chondrit, CV3

Chondrite können nochmals in Unterklassen eingeteilt werden. Nach Häufigkeit an erster Stelle stehen die gewöhnlichen Chondrite. Die kohligen Chondrite werden so genannt, weil sie größere Mengen Kohlenstoff (auch als organische Verbindungen) enthalten. Ihre Bruchfläche sieht daher mehr oder weniger kohlschwarz aus. Neben Chondren sind in ihrer feinkörnigen Matrix auch noch präsolare Minerale und Calcium-Aluminium-reiche Einschlüsse zu finden.
Nach ihrer chemischen Zusammensetzung werden die Chondrite in folgende Unterklassen eingeteilt:
- Gewöhnliche Chondrite. Sie werden nach dem Gesamteisengehalt und dem Gehalt an Nickeleisen eingeteilt in:
  - H-Chondrite (für High iron), mit 22–30 % Gesamteisen und 17–23 % Metall,
  - L-Chondrite (für Low iron), mit 20–24 % Gesamteisen und 4–9 % Metall,
  - L L-Chondrite (für Low iron, Low metal), mit 19–22 % Gesamteisen und 0,3–3 % Metall.

Bei der praktischen Bestimmung der Klasse wird der Eisenoxidgehalt im Olivin benutzt; er ist umgekehrt proportional zum Gesamteisen und beträgt: Für H-chondrite 16–19 % Fa (Fayalit oder mol-% Fe/(Fe + Mg)), für L-Chondrite 21–25 % Fa, für LL-Chondrite 26–32 % Fa. In den Olivinen der unequilibrierten Typ 3 Chondrite (siehe unten) ist der Fa-Gehalt variabel zwischen 0 und 50 % Fa.
- Enstatit-Chondrite. Sie enthalten keinen Olivin, und im Pyroxen (hier Enstatit) ist der Fs-Gehalt (Ferrosilit oder mol-% Fe/(Fe + Mg)) kleiner als 1.
  - EH-Chondrite
  - EL-Chondrite
- Kohlige Chondrite (Primitive Chondrite)
  - CI (Ivuna Gruppe)
  - CO (Ornans Gruppe)
  - CV (Vigarano Gruppe)
  - CM (Mighei Gruppe)
  - CK (Karoonda Gruppe)
  - CR (Renazzo Gruppe)
  - CH (Metallreich)
  - CB (Bencubbinite)
- R-Chondrite (Rumuruti-Chondrite)
- K-Chondrite (Kakangari-Chondrite)
- F-Chondrite (Forsterit-Chondrite)

Eine Übersicht über die Häufigkeit der Elemente in den verschiedenen Chondritenklassen kann bei Kallemyn et al. („Geochemistry of ordinary chondrites“, Geochimica et Cosmochimica Acta, 1989, Seite 2747) gefunden werden.
Neben der chemischen Klassifizierung werden Chondrite nach einem Schema, das 1967 von den Wissenschaftlern Van Schmus und Wood vorgeschlagen wurde, in die petrologischen Typen 1 bis 6, manchmal auch 1 bis 7, eingeteilt. Chondrite vom petrologischen Typ 3 werden „unequilibriert“ genannt, weil sie Material repräsentieren, das nach der Entstehung des Mutterkörpers durch Akkumulation aus dem solaren Nebel nahezu unverändert blieb. Im Gegensatz dazu wurden Chondrite vom Typ 4 bis 6 zunehmend thermisch metamorphosiert. Diese Chondrite sind dabei rekristallisiert. Als Folge verwischen sich in Typ 6 Chondriten die Grenzen zwischen Chondren und Matrix (siehe das Bild des L6-Chondriten Holbrook). Meteoriten vom Typ 1 und 2 sind zwar nicht thermisch verändert worden, haben aber eine „wässerige“ Metamorphose erfahren und enthalten kristallwasserhaltige Silikate (Tonminerale). Während Chondrite vom Typ 3 bis 6 maximal 3 Gewichtsprozent Wasser enthalten, können Typ 2 Chondrite bis zu 18 Gewichtsprozent und Typ 1 Chondrite mehr als 20 Gewichtsprozent Wasser enthalten. Typ CI1 Chondrite enthalten keine Chondren, wobei nicht klar ist, ob sie jemals Chondren hatten, oder ob diese durch die wässrige Alteration zerstört wurden.
Bei gewöhnlichen Chondriten und Enstatit-Chondriten kommen die petrologischen Typen 3 bis 7 und bei kohligen Chondriten die petrologischen Typen 1 bis 6 (bis CK5/6) vor.
Chondrite mit unterschiedlichem petrologischen Typ können durchaus vom gleichen Mutterkörper stammen. So wurde für die H-Chondrite das „Zwiebelschalenmodell“ für den Mutterkörper vorgeschlagen. Nach diesem Modell wäre der Mutterkörper der H-Chondrite ein undifferenzierter Asteroid, der nach seiner Entstehung vor 4,56 Milliarden Jahren durch Zerfall radioaktiver Nuklide nochmals erhitzt wurde ohne jedoch zu schmelzen. Dabei wurde er im Kern stark, nach außen hin aber weniger stark erhitzt. H3-Chondrite würden dann von der Oberfläche des Mutterkörpers stammen, während die H4-, H5- und H6-Chondrite aus zunehmend größeren Tiefen stammen würden.